# 明德李皇后 (南唐)
李夫人（?—?），中國五代十国之南唐义祖徐温的夫人。她事迹不详，只知她為徐溫第二任夫人（在白夫人之後），並為養子徐知誥 （李昪）之養母。昇元三年（939年），李昪即南唐皇帝位，尊封徐溫諡號“武皇帝”，廟號“義祖”，并为李氏上諡號为明德皇后，陵曰興陵。